# Dernancourt
 Dernancourt  es una población y comuna francesa, en la región de Picardía, departamento de Somme, en el distrito de Péronne y cantón de Albert.

## Demografía
| 305 | 345 | 401 | 501 | 472 | 437 |
| Para los censos de 1962 a 1999 la población legal corresponde a la población sin duplicidades (Fuente: INSEE [Consultar]) |     |     |     |     |     |